# Mónica Liyau
Mónica Liyau (Lima, 18 de agosto de 1967) es una tenista de mesa peruana. 

## Biografía
Hija de padres inmigrantes chinos, Guillermo Liyau e Isabel Ho. Es la menor de 4 hermanos: Guillermo, Ana, Juan y Mónica. Cursos sus estudios básicos superiores en el Colegio Reina de los Ángeles (1972-1984) y administración de empresas en la Universidad de Lima (1985-1989). 
En 1989 contrae matrimonio con el destacado tenismesista Brasilero Claudio Kano, renqueado número 6 en el mundo. En 1991 tienen un hijo Christopher Kano. Claudio fallece trágicamente en un accidente de moto en el año 1996. Mónica se retira ese mismo año, y regresa a Perú. El 2007 Tiene a su segundo hijo, Luka.
En la actualidad Mónica Liyau es una exitosa empresaria y tiene a su cargo desde el año 1998 la empresa GOLOZZINI, fábrica de golosinas publicitarias.
En enero de 2016 crea la Fundación Mónica Liyau, una asociación sin fines de lucro cuya misión es la difusión y práctica masiva del tenis de mesa involucrando los objetivos de desarrollo sostenible declarados por las Naciones unidas.

## Trayectoria deportiva
Comenzó a practicar tenis de mesa a los 7 años de edad en el Club Regatas Lima junto a su padre (campeón nacional) y a sus hermanos (seleccionados nacionales), para rápidamente integrar en 1976 la selección nacional a la edad de 9 años en el Latinoamericano de mayores en la Ciudad de México. Al año siguiente, en 1977, se convierte en campeona sudamericana pre-infantil en Chile y en 1979 campeona sudamericana infantil en Perú. A los 12 años logra se convierte en Campeona Latinoamericana de Mayores en dobles damas. 
Durante su carrera deportiva ha logrado conquistar todos los títulos anhelados tales como Campeona nacional, Bolivariana, Copa del Pacífico, Sudamericana, Latinoamericana, Panamericana, US open, campeona de la liga profesional de la primera división representando al Club Sparvagen de Estocolmo, Suecia, Campeona de los jogos Regionais y abertos representando al club de Guarulhos , Sao Paulo Brasil.

## Mayores rankings
Mónica es la máxima exponente en la historia del tenis de mesa peruano, deportista olímpica (Seúl 1988), única tenismesista del continente americano que logró desarrollarse como profesional en la liga de la primera división de Suecia durante los años 1988 y 1989 para posteriormente jugar profesionalmente en Brasil durante los años 1989-1996. Condecorada con los Laureles deportivos en el grado de Oficial y Comendador. Durante su carrera deportiva ha sido becada para entrenar en centros de alto rendimiento en China, Corea y Japón.
- 1976 Campeona Latinoamericana Infantil por Equipos / México
- 1977 Subcampeona Sudamericana infantil equipos y dobles damas  / Chile
- 1978 Campeona Copa del Pacífico infantil individual  / Perú
- 1979 Subcampeona Sudamericana individual y por equipos / Perú
- 1980 Campeona Latinoamericana Mayores dobles damas / Brasil
- 1981 Campeona Sudamericana infantil individual y por equipos / Ecuador
- 1982 Campeona U.S. Open mayores individual / Estados Unidos
- Bronce Sudamericano mayores dobles mixtos / Ecuador
- 1983 Campeona Sudamericana juvenil individual / Brasil
- 1984 Campeona Sudamericana mayores dobles damas / Argentina
- Subcampeona Sudamericana mayores individual / Argentina
- Subcampeona Sudamericana mayores dobles damas / Argentina
- 1985 Campeona sudamericana Juvenil Individual / Argentina
- Campeona Bolivariana mayores individual, dobles damas, dobles mixtos, por equipos   / Ecuador
- 1986 Campeona Sudamericana por equipos / Brasil
- 1987 Bronce Panamericano mayores individual / Estados Unidos
- Clasificación olimpiadas Seúl - Corea
- 1988 Campeona Latinoamericana mayores individual / Cuba
- Campeona por equipos liga profesional de la primera división
- Club Sparvagen  / Suecia
- Campeona Sudamericana Mayores individual / Uruguay
- 1989 Campeona Sudamericana de clubs representando Club Regatas Lima  / Brasil
- 1990 Campeona Sudamericana Mayores individual y por equipos Perú
- 1990-1994 Campeona Jogos abertos liga profesional Brasil equipos, individual, dobles damas, dobles mixtos, representando al Club Guarulhos
- Campeona Jogos Regionais do interior , Liga profesional Brasil individual, dobles damas , dobles mixtos representando al club Guarulhos.